# Wycofywanie się z użycia paliw kopalnych
Wycofywanie się z użycia paliw kopalnych (ang. Fossil fuel phase-out, też: odejście od paliw kopalnych) – globalny proces stopniowego wycofywania się z korzystania z paliw kopalnych, poprzez m.in. zamykanie lub zapobieganie budowie nowych elektrowni na te paliwa czy eliminowanie paliw kopalnych z transportu, a także podnoszenie efektywności energetycznej i  rosnące wykorzystanie odnawialnych źródeł energii w celu zastąpienia nieodnawialnych źródeł energii.
Celem odchodzenia od paliw kopalnych jest ograniczenie negatywnych efektów zewnętrznych, które powoduje korzystanie z nieodnawialnych surowców energetycznych. Bezpośrednim negatywnym skutkiem stosowania paliw kopalnych jest m.in.  zanieczyszczenie powietrza, a pośredni negatywny wpływ to np. wypadki w kopalniach czy katastrofy górnicze, które mają miejsce podczas ich pozyskiwania. Spalanie paliw kopalnych przyczynia się także do zmian klimatu, co wynika z emisji gazów cieplarnianych.
Ważniejsze wydarzenia w obszarze wycofywania się z użycia z paliw kopalnych w 2017 r.:
- październik – odejście od węgla do 2030 r. ogłosiła Holandia[3],
- październik – pierwszy niemiecki kraj związkowy – Berlin zdecydował się na odejście od węgla do 2030 r.[4],
- październik – wycofanie się do 2025 r. – Włochy[5],
- październik – wystartował Powering Past Coal Alliance, zainicjowany przez Kanadę i Wielką Brytanię, którego członkami są 34 państwa, miasta i regiony oraz 24 organizacje biznesowe i pozarządowe. Cała aktualizowana na bieżąco lista znajduje się na stronach rządowych Wielkiej Brytanii[6].

Firmy deklarujące odejście od paliw kopalnych:
- Ørsted – największe przedsiębiorstwo energetyczna w Danii zdecydowało się zaprzestać używania węgla do 2023 r.,
- Fortum Värme – szwedzkie przedsiębiorstwo energetyczne zdecydowało się zaprzestać użycia węgla do 2022 r., co sprawia, że w Szwecji odejście od węgla nastąpi w 2022 r. Szwecja jest jednocześnie sygnatariuszem Powering Past Coal Alliance,
- włoski holding energetyczny Enel również zadeklarował, że będzie rezygnował z węgla, ale nie podał konkretnej daty,
- hiszpańskie przedsiębiorstwo Iberdrola również zakomunikowało o zamykaniu elektrowni węglowych, ale bez podania konkretnej daty,
- Holenderski fundusz inwestycyjny ING zdecydował się na zerwanie wszelkich powiązań z węglem do 2025 r.,
- Axa, trzecie co do wielkości przedsiębiorstwo ubezpieczeniowe na świecie, zdecydowało się na sprzedaż akcji 113 spółek węglowych wartych 2,4 miliarda euro,
- francuskie spółki energetyczne EDF i Engie podpisały Powering Past Coal Alliance, więc teraz muszą ogłosić datę rezygnacji z węgla.